# Somatochlora septentrionalis
Somatochlora septentrionalis – gatunek ważki z rodziny szklarkowatych (Corduliidae). Występuje na terenie Ameryki Północnej.